# Richard Kimble
Richard David Kimble is een personage uit de populaire televisieserie The Fugitive van de jaren 60, gespeeld door acteur David Janssen.
Kimble is een kinderarts die ten onrechte wordt veroordeeld voor de moord op zijn vrouw Helen Kimble, maar hij weet te ontsnappen als de trein die hem naar de dodencel moet brengen ontspoort. Hij gaat op zoek naar de echte moordenaar, de eenarmige man Fred Johnson. Ondertussen wordt Dr. Kimble op zijn beurt achterna gezeten door politie-inspecteur Philip Gerard, gespeeld door Barry Morse. Hij vergezelde Kimble tijdens de treinreis naar de dodencel.
In 1993 kwam de film The Fugitive uit, die losjes was gebaseerd op de serie. Hierin speelt Harrison Ford de hoofdrol en Tommy Lee Jones de man die jacht op hem maakt.
In televisieseizoen 2000-2001 duikt The Fugitive weer op, nu als een remake van de originele serie. Kimble wordt in deze versie gespeeld door acteur Tim Daly. Zijn vader James Daly speelde destijds gastrollen in twee afleveringen van de originele serie.